# Spegeln, Malmö
För den ursprungliga biografen Spegeln i Malmö, se Orion.

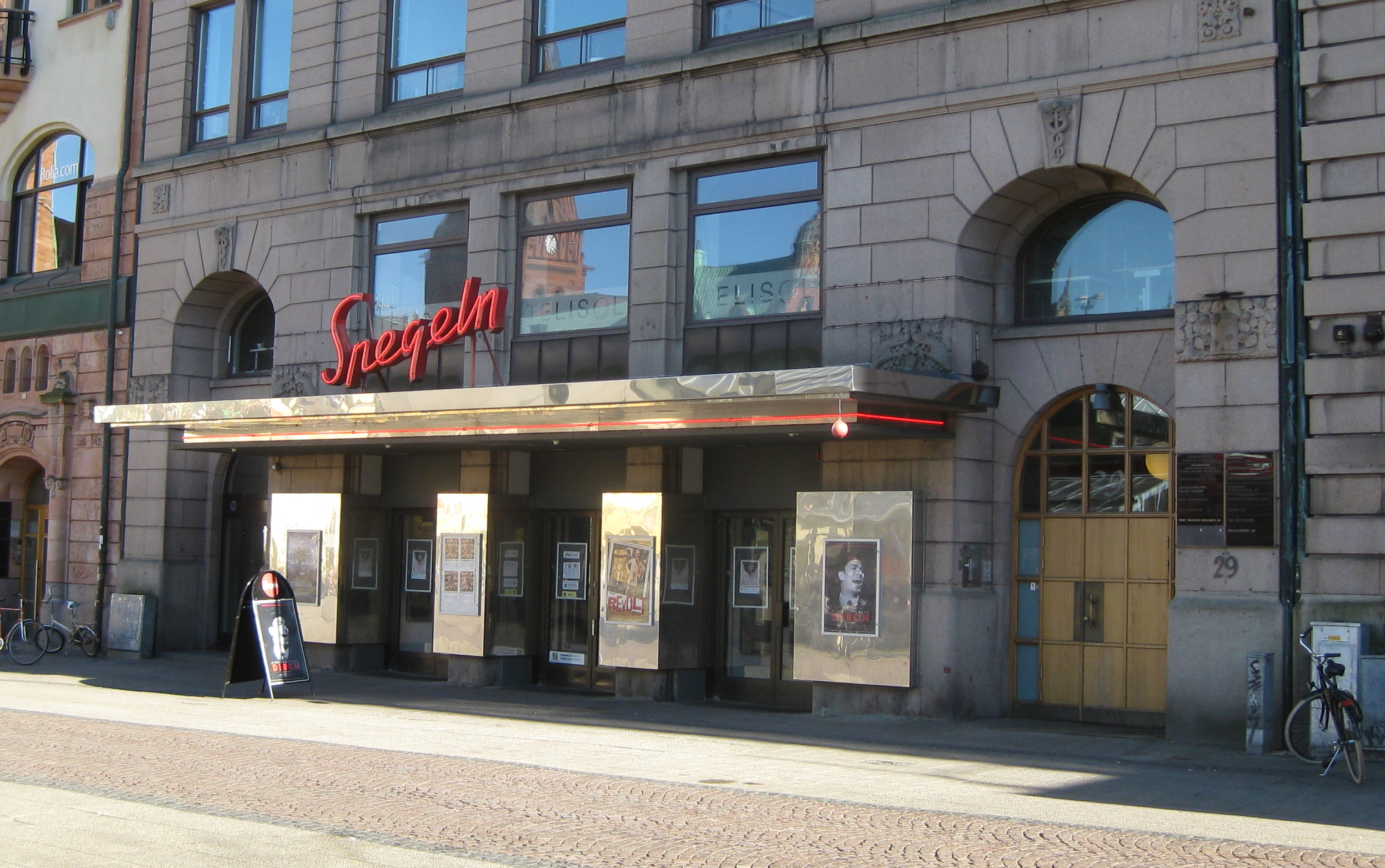
Biografen Spegeln

Spegeln, eller Alcazar som den ursprungligen hette, är en biograf som öppnades 1934 vid Stortorget i Malmö. 

## Historik
Byggnaden uppfördes av Malmö Folkbank och ritades år 1913 av Carl-Axel Stoltz. Efter att ha inrymt Nordiska Handelsbanken blev lokalerna utställningshall för en butik för orientaliska mattor, innan de byggdes om till Alcazars biografsalong med 556 sittplatser. Alcazar invigdes 5 november 1934 och drevs av Malmö Biograf AB och Svensk Filmindustri. Biografen blev med urpremiären på filmen Den purpurröda manteln i augusti 1954 först i Sydsverige med att visa film i cinemascope-format. 
Omkring 1970 döpte Svensk Filmindustri om biografen till Camera, som föll offer för biografdöden och stängdes i maj 1995. Efter att den stora salongen 1998 byggts om till tre salonger öppnades biografen återigen, nu under namnet Spegeln i samband med att Triangelfilms kvalitetsbiograf Spegeln på Södra Förstadsgatan vid Triangeln expanderade sin verksamhet dit. Vid Triangelfilms konkurs 2007 tog de nuvarande ägarna Folkets Hus och Parker över verksamheten, som tillsammans med Roy i Göteborg, Rio i Stockholm och Röda Kvarn i Helsingborg utgör den kedja biografer som drivs av FHoP direkt. 

## Verksamheter
Biografen har en större och två mindre salonger, A–C, tidigare döpta efter kvinnliga regissörer: Sofia Coppola, Susanne Bier och Jane Campion, men sedan sommaren 2015 omdöpta till Alcazar (167 platser), Bar Deco (30 platser) och Camera (38 platser). Spegeln är, som en av Folkets Hus och Parkers biografer, del av Europas första digitaliserade biografkedja och var 2008 först i Sverige med att installera 3D-teknik.
Hösten 2014 skapades en restaurang i biografens foajé och sommaren 2015 gjordes en av de mindre salongerna om till Malmös första salongsbar, där publiken i biosalongen Salong Bar Deco kan bli serverade mat från restaurangen samtidigt med filmvisningen. I februari 2019 byggdes även Salong Camera om, och blev Spegelns andra salong med bar och matservering.
Spegeln visar film från hela världen och har ett brett program med specialvisningar, såsom klassiker, livesända samtal, dokumentärer och eventbio. Biografen visar också Svenska filminstitutets Cinemateks-program. Spegeln visar också scenkonst från världens stora kulturhus under etiketten Live på bio, till exempel direktsända operor från Metropolitan Opera i New York, teater från National Theatre och balett från Bolsjoj Det är också centrum för återkommande filmfestivaler, såsom BUFF Filmfestival och Nordisk Panorama.